# Spirostreptus alticinctus
Spirostreptus alticinctus är en mångfotingart som beskrevs av Karsch 1881. Spirostreptus alticinctus ingår i släktet Spirostreptus och familjen Spirostreptidae. Inga underarter finns listade i Catalogue of Life.